# 보비 콜먼
보비 콜먼(Bobby Coleman, 1997년 5월 5일 ~ )은 미국의 배우이다.

## 출연 작품
- 로보사피엔: 리부티드 (2013)
- 눈사람 (2010)
- 라스트 송 (2010)
- 포스트 그래드 (2009)
- 테이크 (2007)
- 화성 아이, 지구 아빠 (2007)
- 글래스하우스2 (2006)
- 돈 많은 친구들 (2006)
- 비밀과 거짓말의 차이 (2005)
- 서피스 (2005)